# Welcome to Our World
Welcome to Our World är ett musikalbum utgivet 2003 av den svenska musikgruppen Dub Sweden.
Skivan är gruppens första, och 2006 släpptes deras andra skiva, Done With Loveless Days.

## Låtförteckning
1. Panoramic View (4:57)
2. Walk Me Home (3:52)
3. Ice In My Fire (3:30)
4. Big Elephant (3:48)
5. Old House (3:54)
6. Animal (4:36)
7. 24:7 (3:58)
8. Distant Car (2:57)
9. Ha! Voodoo! (2:55)
10. Kisses (4:44)